# Liste der Naturdenkmale in Ravenstein
| Naturdenkmale | Anzahl |
| ------------- | ------ |
| FND           | 0      |
| END           | 15     |
| Gesamt        | 15     |

Die Liste der Naturdenkmale in Ravenstein nennt die verordneten Naturdenkmale (ND) der im baden-württembergischen Neckar-Odenwald-Kreis liegenden Stadt Ravenstein. In Ravenstein gibt es insgesamt 15 als Naturdenkmal geschützte Objekte, keines ist ein flächenhaftes Naturdenkmal (FND), alle sind Einzelgebilde-Naturdenkmale (END).
Stand: 1. November 2016.

## Einzelgebilde (END)
| Name                       | Bild | Kennung     | Einzelheiten | Position | Fläche Hektar | Datum        |
| -------------------------- | ---- | ----------- | ------------ | -------- | ------------- | ------------ |
| Eiche                      |      | 82251142006 | Ravenstein   | ???      | 0,0           | 1. März 1984 |
| Eiche                      |      | 82251142014 | Ravenstein   | ???      | 0,0           | 1. März 1984 |
| Forsthauseiche             |      | 82251142004 | Ravenstein   | ???      | 0,0           | 1. März 1984 |
| Friedenslinde 1871         |      | 82251142002 | Ravenstein   | ???      | 0,0           | 1. März 1984 |
| Kiefer                     |      | 82251142013 | Ravenstein   | ???      | 0,0           | 1. März 1984 |
| Kindergarten-Eiche         |      | 82251142010 | Ravenstein   | ???      | 0,0           | 1. März 1984 |
| Lärche                     |      | 82251142009 | Ravenstein   | ???      | 0,0           | 1. März 1984 |
| Linde                      |      | 82251142015 | Ravenstein   | ???      | 0,0           | 1. März 1984 |
| Linden mit altem Bildstock |      | 82251142001 | Ravenstein   | ???      | 0,0           | 1. März 1984 |
| Speierling                 |      | 82251142007 | Ravenstein   | ???      | 0,0           | 1. März 1984 |
| Zwei Akazien mit Feldkreuz |      | 82251142008 | Ravenstein   | ???      | 0,0           | 1. März 1984 |
| Zwei Birnbäume             |      | 82251142005 | Ravenstein   | ???      | 0,0           | 1. März 1984 |
| Zwei Linden, ein Ahorn     |      | 82251142011 | Ravenstein   | ???      | 0,0           | 1. März 1984 |
| Zwei Linden mit Feldkreuz  |      | 82251142003 | Ravenstein   | ???      | 0,0           | 1. März 1984 |
| Zwei Linden                |      | 82251142012 | Ravenstein   | ???      | 0,0           | 1. März 1984 |
| Legende für Naturdenkmal   |      |             |              |          |               |              |